# WMAC Masters
WMAC Masters (World Marcial Arts Council Masters) es una serie de acción real creada por 4Kids Entertainment en conjunto con Renaissance Atlantic Entertainment (autores de la franquicia de los Power Rangers de Saban). Esta serie muestra el mundo de las artes marciales coreográficas, donde los mejores luchadores del mundo compiten por el máximo premio, la Estrella del Dragón.
La serie tuvo una duración de dos temporadas, siendo dirigida por Shannon Lee (hija de Bruce Lee y hermana del actor Brandon Lee). Después de terminar la primera temporada, Shannon Lee abandonó la serie, con lo que en la segunda temporada la serie se enfocó más hacia la ciencia ficción.

## Premisa
La serie presenta el WMAC Masters, un torneo entre la élite de los luchadores de todas las disciplinas marciales existentes. Los participantes, caracterizados con apodos y trajes llamativos, se enfrentaban entre sí en duelos apostando sus símbolos personales para obtener el derecho de retar al campeón en turno por el trono y la posesión de La estrella del Dragón, trofeo del torneo y máximo reconocimiento del show. El torneo funcionaba en dos modalidades paralelas divididos en artistas marciales masculinos y femeninos.
En paralelo a los enfrentamientos, el show mostraba la convivencia diaria de los artistas marciales tras bambalinas, siendo común en cada episodio que frente a algún problema sucedido en ese momento, alguno relatara una experiencia personal de su pasado, mostrada por medio de flashbacks, de la cual se sacaba una enseñanza útil para resolver o enfrentar el problema en el presente.

## Estrella del Dragón
La Estrella del Dragón (Dragon Star) es un trofeo de oro con la forma de un Shuriken rodeado por un dragón. Aquel que obtuviese este trofeo demostraba ser el más grande luchador de artes marciales del mundo.

## Ki-Symbols
El ki-Symbol es la insignia personal que todo luchador del WMAC posee. Tiene la forma de una medalla metálica con un símbolo personalizado para cada luchador que usualmente portan en su cinturón de maestro; cuando dos luchadores se enfrentan deben apostar su Ki-Symbol, el perdedor debe entregar su símbolo al ganador quien la agrega a su cinturón de maestro y cuando logre obtener 10 símbolos ganará el derecho a retar al último campeón que obtuvo la Estrella del Dragón, sin embargo para ello, debe renunciar a todos los símbolos que ha ganado; de esta forma el perdedor del combate por la estrella, ya sea el campeón o el retador, debe comenzar desde cero nuevamente.

## Modo de ingreso al torneo

### Demostraciones
En algunos episodios, los luchadores hacían demostraciones. Por ejemplo, Jamie Webster había roto un registro de la WMAC (sostenido por 2 cubos de hielo gigantes). En otro episodio, Herb Pérez hizo una demostración usando su nueva arma (un lanza discos). Finalmente, Turbo y Star Warrior hicieron una demostración de velocidad (siendo victorioso Star Warrior).

### Pelea por la Estrella del Dragón
Los luchadores que llegan a ganar 10 Ki-Symbols deben entregarlos como pago para obtener el derecho a pelear por la Estrella del Dragón contra el actual campeón. Esta pelea se lleva a cabo en un espacio limitado donde los participantes no deben traspasar ciertas áreas o tocar las barreras de contención ya que esto significa cometer una violación, cada violación que cometa un luchador será penalizada con el ingreso de un ninja que atacará a ambos peleadores mientras esté en el lugar, con cada violación se sumará un ninja, aun así los luchadores están obligados a seguir combatiendo entre sí a la vez que se defienden de los ninjas, los cuales permanecerán en la jaula hasta ser completamente derrotados o recibir desde fuera de la arena la orden de retirarse.
El ganador de esta pelea es nombrado el campeón de la WMAC, en caso de ser el retador quien sale victorioso, el anterior campeón entrega la estrella y se reúne con el resto de aspirantes para competir en el siguiente torneo buscando obtener los diez Ki-Symbol que le den el derecho a retar al nuevo campeón; en caso de que sea el retador quien pierda, el campeón mantiene su título y él debe comenzar nuevamente desde cero tras haber renunciado a sus insignias. Luego de esta victoria, el torneo comienza de nuevo reconociendo al ganador de este combate como el campeón y poseedor de la Estrella del Dragón.

### Preliminares y domos de batalla
La mayoría de los episodios empiezan con 4 luchadores, 2 de ellos luchan en una zona de batalla (siendo interrumpidos por ninjas). Después de la pelea con los ninjas, los luchadores luchan entre ellos hasta que alguno de los 2 vence (en caso de empate, se va a una muerte súbita).
Cada pelea dura 2 minutos, donde cada uno de los luchadores debe arrojar a su contrincante hacia las rejas de la celda, obteniendo de esta manera 1 punto. El luchador con más cantidad de puntos gana la pelea consiguiendo de esta manera 3 Ki-Symbols.

#### Zonas de batalla
Son los lugares donde 2 luchadores pelean por conseguir 3 Ki-Symbol. Los escenarios de batalla son los siguientes:
- Ghost Town
- Doom City
- Mayan Mystery
- Dark Alley
- Pressure Area
- Subway Station (esta zona se usaba únicamente para la pelea por la estrella del dragón)
- Stone Valley
- Nuclear Nightmare
- Danger Dock

#### Campeones de la Estrella del Dragón
| Hombres - Turbo - Olympus - Superstar - The Machine - Red Dragon | Mujeres - Tarántula - Lady Lightning - Black Widow - Chameleon |

#### Especiales 4 Luchadores en el Domo De Batalla
En algunos episodios 6 luchadores pelean en distintas zonas de WMAC MASTERS y según su puntaje acceden al domo de batalla. En total son 6 los que compiten y 4 los que acceden al domo de batalla según su puntaje. El ganador se lleva 3 Símbolos. Los luchadores en las zonas luchan contra los ninjas. Entre paréntesis la arena donde lucharon y los nombres de los luchadores en español. En orden de competencia, Dragón rojo luchó primero, después Tsunami, etc.
Primer desafío:
- Dragón Rojo (Mayan Mystery): 92 puntos. Posición Ranking: 5.º lugar
- Tsunami (WMAC Arena): 101 puntos. Posición Ranking: 3º Lugar
- Gran Lobo (WMAC Arena): 126 puntos. Posición Ranking: 1º Lugar
- Warlock (WMAC Arena): 102 puntos. Posición Ranking: 2º Lugar
- Garra De Tigre (Mayan Mystery): 90 puntos. Posición Ranking: 6.º Lugar
- Pantera (WMAC Arena): 97 puntos. Posición Ranking: 4 Lugar

Ganador del desafío: Tsunami. Puntuación Final: Gran Lobo 1, Warlock 1, Tsunami 4, Pantera 1. 
Segundo Desafío
- Ying Yang (Mayan Mystery): 79 puntos. Posición Ranking: 3º Lugar
- Turbo (Mayan Mystery): 77 puntos. Posición Ranking: 4º Lugar
- Gran Lobo (Ghost Town): 73 puntos. Posición Ranking: 5.º Lugar
- Galáctico (Mayan Mystery): 91 puntos. Posición Ranking: 1º Lugar
- Bam (Ghost Town): 72 puntos. Posición Ranking: 6.ºLugar
- Olimpo (Pressure Area): 80 puntos. Posición Ranking: 2º Lugar

Ganador del desafío: Turbo (Por Muerte Súbita). Puntuación Final: Olímpo 2, Ying Yang 3, Galáctico 0, Turbo 3. (Cuando Turbo y Ying Yang empataron, Olímpo y Galáctico dejaron el Domo De Batalla y entre Ying Yang y Turbo decidieron el ganador, Turbo se llevó los 3 símbolos al ganar la Muerte Súbita.
Tercer Desafío:
- Gran Lobo (Ghost Town): 75 puntos. Posición Ranking: 5.º Lugar
- Niño Carmichael (Doom City): 74 puntos. Posición Ranking: 6.º Lugar
- La Máquina (Ghost Town): 92 puntos. Posición Ranking: 1º Lugar
- Tsunami (Ghost Town): 88 puntos. Posición Ranking: 2º Lugar
- Warlock (Doom City): 86 puntos. Posición Ranking: 4º Lugar
- Garra De Tigre (Dark Alley): 86 puntos. Posición Ranking: 3º Lugar

Ganador Del Desafío: Warlock. Puntuación Final: La Máquina 2, Tsunami 0, Garra De Tigre 2, Warlock 3.

## Lista de Personajes
- Hakim Alston - The Machine (En Latinoamérica: La Máquina)
- Michael Bernardo - Turbo
- Erik Betts - Panther (temporada 1)(En Latinoamérica: Pantera)
- Richard Branden - Ying Yang Man
- Chris Casamassa - Red Dragon (En Latinoamérica: Dragón Rojo)
- Mike Chaturantabut - Wizard (temporada 2) (En Latinoamérica: Hechicero)
- Mer-Mer Chen - Princess (En Latinoamérica: Princesa)
- Sophia Crawford - Chameleon (temporada 2) (En Latinoamérica: Camaleón)
- Willie Johnson - The Bam
- Michele Krasnoo - Mouse (temporada 1)
- Larry Lam - Warlock (En Latinoamérica: Hechicero y en ocasiones: Brujo (Primera Temporada, cuando entró Wizard, este se pasó a llamar Warlock y Wizard, Hechicero)
- Lynnette Love - Tarántula (temporada 1)
- Hien Nguyen - Tsunami
- Akihiro 'Yuji' Noguchi - Cyclone (temporada 2) (En Latinoamérica: Ciclón)
- Tia Noguchi - Black Widow (En Latinoamérica: Viuda Negra)
- Ho Sung Pak - Superstar (En Latinoamérica: Superestrella)
- Ho Yung Pak - Star Warrior (En Latinoamérica: Galáctico)
- Herb Pérez - Olympus (En Latinoamérica: Olimpo)
- Bridgett Riley - Baby Doll (En Latinoamérica: Muñeca)
- Christine Bannon Rodríguez - Lady Lightning (En Latinoamérica: Dama Relámpago)
- Carmichael Simon - Kid Carmichael/The Kid (En Latinoamérica: Niño Carmichael)
- Johnny Lee Smith - Tiger Claw (En Latinoamérica: Garra De Tigre)
- Michael Foley (Tracy Swedom) - Tracer (temporada 2) (En Latinoamérica: Rastreador)
- Taimak Guarriello - Striking Eagle
- Jamie Webster - Great Wolf (En Latinoamérica: Gran Lobo)

## Disciplina de cada luchador
- The Machine - Kickboxing
- Turbo - Shorin Ryu
- Panther - Wushu
- Yin Yang Man - Wushu
- Red Dragon - Karate
- Wizard - Karate
- Princess - Wushu
- Chameleon - Kung Fu
- Bam - Wushu
- Mouse - Karate
- Warlock - Kung Fu
- Tsunami - Kung Fu
- Cyclone - Karate
- Black Widow - Hapkido
- Superstar - Kung Fu
- Star Warrior - Kung Fu/Wushu
- Olympus - Taekwondo
- Baby Doll - Kickboxing
- Lady Lightning - Kempo
- Kid Carmichael/The Kid - Wushu
- Tiger Claw - Shorin Ryu
- Tracer - All Martial Arts
- Great Wolf - Karate
- Tarantula - Taekwondo
- Striking Eagle - Chinese Goju
- The Rat - Judo

## Símbolos En El Cinturón Del Dragón de Los Luchadores a lo largo de la serie
- The Machine: Primer Cinturón: 8-9-10-Campeón Estrella Del Dragón. Segundo Cinturón: 0-2-3
- Turbo: Campeón Estrella del Dragón. Segundo Cinturón: 3-6
- Panther: 6
- Yin Yang Man:  Segundo Cinturón: 5-6
- Red Dragon: 5-8-9-10-Campeón Estrella del Dragón (2 Veces)
- Wizard: 0
- Princess: 3-5
- Chameleon: 0-1-Campeona estrella Del Dragón
- Bam: 5
- Mouse: 3
- Warlock: 4-7-10
- Tsunami: 0-3-5-6
- Cyclone: 4
- Black Widow: Campeona Estrella Del Dragón
- Superstar: Primer Cinturón: 8-9-10-Campeón Estrella Del Dragón Segundo Cinturón: 0-1
- Star Warrior: 7-8
- Olympus: Primer Cinturón: 9-10-Campeón Estrella Del Dragón. Segundo Cinturón: 1
- Baby Doll: Primer Cinturón: 7-10. Segundo Cinturón: 2-3
- Lady Lightning: Primer Cinturón: 8-9-10-Campeona Estrella Del Dragón (2 veces). Segundo Cinturón: 0-1
- Kid Carmichael: 0-1
- Tiger Claw: 6-7
- Tracer: ?
- Great Wolf: 6-7
- Tarántula: Campeona Estrella Del Dragón
- Striking Eagle: 0
- The Rat: ?

## Ninjas
Son los que ingresan a las jaulas de batalla interrumpiendo a los luchadores , estos personajes pueden aparecer tanto en las jaulas de batalla (también llamadas zonas de batalla') como en otros lugares (por ejemplo, en la zona subway station, donde se pelea por la Estrella del Dragón). Hay varios tipos de ninjas:
- Ghost Town - Ninjas con una indumentaria negra y con una máscara de esqueleto. Este tipo de ninjas aparecen en ghost town.
- Kabuki - Ninjas con una indumentaria negra y el rostro cubierto de blanco (que a su vez está tapado por una máscara roja). Este tipo de ninjas aparecen en doom city.
- Black - Ninjas cubiertos con el uniforme tradicional. Este tipo de ninjas aparecen en varias zonas durante la 2.ª temporada de la serie.
- Red - Ninjas con una indumentaria roja. Este tipo de ninjas aparecen en dark valley y en subway station.
- Cammo - Ninjas cubiertos por una indumentaria con colores de camuflaje. Este tipo de ninjas aparecen en mayan mystery
- Hazard - Ninjas especiales con una indumentaria negra que tienen una máscara de terror en el rostro. Este tipo de ninjas aparecen en pressure area durante la 2.ª temporada.
- Jukido - Estos ninjas son amigos de Warlock (porque él es un miembro del grupo) y suelen aparecer en todas las zonas.En un episodio, estos ninjas ayudan a Warlock en una pelea contra Red Dragon.

- Datos: Q3282381